# Petr Hach
Petr Hach (7. června 1941 Praha – 24. května 2014) byl český histolog, embryolog a maltézský rytíř, který bádal v oborech kvantitativní elektronové mikroskopie, morfometrie a stereologie. V pozdějších fázích kariéry věnoval velkou pozornost i oblastem lékařské etiky.
Profesní život spojil s Ústavem histologie a embryologie 1. LF UK v Praze (dříve Histologický ústav), kde v letech 1995–2011 působil jako přednosta. V období 1993–1999 byl děkanem 1. lékařské fakulty Univerzity Karlovy. Od roku 1994 patřil k členům Papežské akademie pro život a v roce 1999 se stal předsedou Asociace kolegií katolických lékařů.

## Život
V roce 1964 vystudoval všeobecné lékařství na Fakultě všeobecného lékařství Univerzity Karlovy, kde se později stal i odborným asistentem katedry embryologie. V roce 1980 obhájil práci kandidáta věd na téma Poměr volných a vázaných ribosomů v acinární buňce pankreasu v průběhu perinatálního období vývoje a roku 1986 se habilitoval v oboru histologie a embryologie, jmenován byl roku 1987. Spolu se Zuzanou Jirsovou a Ivanem Těšíkem napsal učebnici Histologie II.
Po sametové revoluci, v listopadu 1989, zastával řadu funkcí ve vedení 1. lékařské fakulty Univerzity Karlovy. V letech 1993–1999 byl jejím děkanem a mezi roky 1995–2011 působil jako přednosta histologického ústavu. Byl též členem vědeckých rad UK (1993-1999) a 1. LF UK (od 1993 až do své smrti). V roce 1993 se stal druhým předsedou Akademického senátu UK. Roku 1994 jej papež Jan Pavel II. jmenoval řádným členem Papežské akademie pro život. Od roku 1999 až do smrti byl předsedou Asociace kolegií katolických lékařů. Byl také rytířem svrchovaného Maltézského řádu.
V roce 1997 obdržel čestný doktorát medicíny na Trinity College dublinské univerzity.

## Hlavní ocenění
- cena Československé onkologické společnosti za nejlepší práci v oboru (1983)
- pamětní medaile Queen's College, Kanada (1995)
- Seemanova medaile Foniatrické kliniky 1. LF UK (1996)
- čestný doktorát medicíny University of Dublin (Trinity College), Irsko (1997)